# Alla har vi varit små
Alla har vi varit små är en sång skriven av Povel Ramel 1954 och som framfördes av denne och Gunwer Bergkvist i revyn Knäppupp II – Denna sida upp. En förkortad version (med de flesta sarkasmerna strukna) spelades in på skiva i slutet av 1954.
Sången inleds med strofen
Minnen, låt oss ägna oss åt minnen
men ihågkommes nog bäst från slutfrasen i flera verser
men alla har vi varit (alla har vi varit, alla har vi varit) små!
Bland andra som spelat in låten märks Cornelis Vreeswijk (1981).